# Ciudad de Ordos
Ordos (en mongol: Ордос, romanizado: Ordos ; en chino, 鄂尔多斯; pinyin, È'ěrduōsī) es una ciudad-prefectura al suroeste de Mongolia Interior en la República Popular China. Su población según el censo de 2010 es de 1.940.653 habitantes. Sin embargo, estas cifras están puestas en duda, puesto que es considerada como una ciudad fantasma. 
El territorio de la Ciudad de Ordos tiene un área de 86,752 km² que cubre la mayor parte del Desierto de Ordos. Limita con Hohhot al este, Baotou al noreste, Bayannur al norte, la liga Alxa al noroeste, Wuhai al oeste, Ningxia al sudoeste y los territorios de Shaanxi y Shanxi al sur.
Geográficamente se divide en cuatro zonas: un área de colinas al este, altas mesetas al oeste y centro, desiertos de arena al norte y sur, y la llanura de la ribera sur del Río Amarillo. La mayor elevación (2,149 m) se sitúa al oeste; el punto más bajo 850 m) al este. Las precipitaciones anuales son de 300-400 mm al este y 190-350 mm al oeste, distribuidas principalmente en verano, entre julio y septiembre.
Desde el año 2010 la ciudad dispone de un circuito de carreras llamado Circuito Internacional de Ordos.
La ciudad fue sede por primera vez del muy reconocido concurso internacional de belleza Miss Mundo 2012, el cual se llevó a cabo el 18 de agosto de 2012, donde la ganadora fue precisamente la concursante de China, Wen Xia Yu, de 23 años de edad.

## Administración
La ciudad de Ordos se divide en 2 distritos:
- Dongsheng (东胜区), 2137 km², 230 000 habitantes (2004), centro administrativo de la ciudad de Ordos
- Kangbashi (康巴什区), 372 km², 118 796 habitantes (2020),

y siete banderas:
- Dalat (达拉特旗), 8192 km², 330.000 habitantes (2004), centro administrativo: Shulinzhao (树林召镇)
- Jung Gar (准格尔旗), 7535 km², 270.000 habitantes (2004), centro administrativo: Xuejiawan (薛家湾镇)
- Otog Front (鄂托克前旗), 12 318 km², 70.000 habitantes (2004), centro administrativo: Oljoqi (敖勒召其镇)
- Otog (鄂托克旗), 20 064 km², 90.000 habitantes (2004), centro administrativo: Ulan (乌兰镇)
- Hanggin (杭锦旗), 18 903 km², 130.000 habitantes (2004), centro administrativo: Xin (锡尼镇)
- Uxen (乌审旗), 11 645 km², 100.000 habitantes (2004), centro administrativo: Galut (嘎鲁图镇)
- Ejin Horo (伊金霍洛旗), 5958 km², 140.000 habitantes (2004), centro administrativo: Altan Xire (阿勒腾席热镇).

## Toponimia
El área era conocida como liga Ih Ju (伊克昭盟 Yikezhao meng) fue redesignada como ciudad-prefectura y rebautizada como Ordos el 26 de febrero de 2001, "Ordos" significa "palacios" en mongol.

## Demografía
El censo de 2000 contaba 1,369,766 habitantes, distribuidos étnicamente según indica el siguiente cuadro:
| Grupo étnico | Población | Porcentaje |
| ------------ | --------- | ---------- |
| Etnia han    | 1 207 971 | 88.19%     |
| Mongoles     | 155 845   | 11,38%     |
| Manchúes     | 2 905     | 0,21%      |
| Etnia hui    | 1 861     | 0,14%      |
| Tibetanos    | 1 023     | 0,07%      |